# 鏑木政岐
鏑木 政岐（かぶらぎ まさき、1902年（明治35年）7月24日 - 1987年（昭和62年）12月27日）は、日本の天文学者。専門は恒星天文学。東京大学名誉教授。

## 人物
石川県金沢市に神官の子として生まれる。旧制第四高等学校を経て、1926年（大正15年）に東京帝国大学理学部天文学科を卒業し、同学部の助手ならびに東京天文台の技手となる。
1934年（昭和9年）理学博士の学位を授与され、1934年（昭和9年）東京帝国大学理学部助教授に就任。1946年（昭和21年）東京大学理学部教授となり1963年（昭和38年）に定年退官した。1963年（昭和36年）東京理科大学理学部教授となり1973年（昭和48年）に退職。1957年（昭和32年）には天文博物館五島プラネタリウム初代館長も務めた。
1973年（昭和48年）北海道測量専門学校初代校長となり1974年（昭和49年）に退職。
鏑木は平山清次に師事した。鏑木の弟子には高瀬文志郎、石田蕙一がいる。

## 著書

### 単著
- 鏑木政岐『宇宙構造論』岩波書店〈岩波講座物理學〉、1939年。
- 鏑木政岐『太陽と月 : 天体の魅力』東洋圖書〈學習全書〉、1948年。
- 鏑木政岐『星と星雲 : 天界の魅力』東洋圖書〈學習全書〉、1948年。
- 鏑木政岐『應用天文學 : 地球上の位置決定法』河出書房、1951年。
- 鏑木政岐『宇宙』（増訂版）毎日新聞社〈毎日ライブラリー〉、1961年。
- 鏑木政岐『太陽と私たちの生活』岩崎書店〈新版少年の観察と実験文庫〉、1964年。
- 鏑木政岐『宇宙の神秘』あかね書房〈少年少女最新科学全集〉、1969年。

### 共編著など
- 關口鯉吉, 松隈健彦, 鏑木政岐『天體物理学 . 天體力学 . 宇宙構造論』私製〈岩波講座物理學〉、1939年。
- 坪井誠太郎, 坪井忠二, 鏑木政岐『地学 : 高等学校の科学』大日本圖書、1948年。
- 理科研究委員会, 鏑木政岐『太陽や月や星は生活にどんな関係があるか』大日本図書〈私たちの科学研究〉、1949年。
- 鏑木政岐, 日高孝次, 小林貞一, 辻村太郎『地學概論』（増補版）朝倉書店、1950年。
- 鏑木政岐、清水彊『天文学習図鑑』東洋図書、1950年。
- 『宇宙』（編著）毎日新聞社《毎日ライブラリー》、1952年（昭和27年）
- 坪井誠太郎, 坪井忠二, 鏑木政岐『地学 : 解説と指導』大日本図書、1956年。
- 『理科基礎講座 第10巻 (地学 第1)』正野重方共著 岩崎書店、1956年（昭和31年）
- 鏑木政岐, 正野重方『地学精説 : 大学課程』森北出版、1958年。
- 『少年少女天文図解百科』（編著） 岩崎書店、1958年（昭和33年）
- 『新天文学講座 第8巻 銀河系と宇宙』（編著）恒星社厚生閣、1958年（昭和33年）
- 『地学精説 大学課程』正野重方共編 森北出版、1958年（昭和33年）
- 坪井誠太郎, 坪井忠二, 鏑木政岐『地学』大日本図書、1962年。
- 『天文気象図鑑』監修 東雲堂出版《東雲堂図鑑シリーズ》、1967年（昭和42年）
- 坪井誠太郎, 坪井忠二, 鏑木政岐『地学 : 教授用指導書』（新訂版）大日本図書、1970年。

## 論文
- 鏑木政岐『On the motion of the local system as viewed from that of moving clustersnearer stars, high velocity stars [運動星團,近距離星及高速度星の運動より見たる局部恒星系の運動に就て]』 東京帝国大学〈理学博士 報告番号不明〉、1934年。 NAID 500000038014。
- 鏑木政岐「新刊紹介 : 松隈健彦氏著『宇宙』」『天界』第20巻第225号、東亞天文協會、1939年12月、85-86頁。
- 鏑木政岐「天文学と理科の教科書」『教育復興』第2巻第9号、東京書籍、1949年、26-29頁。
- 鏑木政岐「宇宙はどうなつている」『天文と気象』第16巻第1号、地人書館、1950年1月、7-11頁、ISSN 02877201。
- 鏑木政岐「銀河系の膨脹について〔4〕」『天文月報』第43巻第7号、日本天文学会、1950年7月、78頁、ISSN 03742466。
- 鏑木政岐「銀河団および銀河群の距離と視線速度」『天文月報』第50巻第2号、日本天文学会、1957年1月、ISSN 03742466。